# Johann Ernst Wilhelm Heim
Johann Ernst Wilhelm Heim (* 27. Oktober 1780 in Langen; † 7. Februar 1857 in Darmstadt) war Landrat und Kreisrat im Großherzogtum Hessen.

## Familie
Seine Eltern waren der Hofkammerrat Johann Valentin Heim (1759–1813) und dessen Frau Marianne, geborene May.
Johann Heim heiratete zwei Mal:
1.) 1806 Sophie Christine Küchler (1780–1842), Tochter des Rittmeisters Heinrich Küchler
2.) Dorothea Soederer (1803–1875)

## Karriere
Nach einem Studium der Rechtswissenschaft war Johann Heim zunächst Regierungsrat bei der (staatlichen) Hessischen Brandversicherungskammer Darmstadt. 1805 erhielt er eine Zulassung als Advokat am Hofgericht Darmstadt. 1815 übernahm er die Stelle des Amtmanns des Amtes Hirschhorn. In der Justiz- und Verwaltungsreform im Großherzogtum Hessen wurden 1821 die Ämter aufgehoben, Justiz und Verwaltung getrennt, die erstinstanzliche Rechtsprechung in Landgerichten, die Verwaltung in Landratsbezirken neu organisiert. Auch das Amt Hirschhorn wurde aufgehoben und Johann Heim erhielt die Stelle des Landrats im Landratsbezirk Lindenfels. 1825 wechselte er in gleicher Funktion in den Landratsbezirk Dornberg. Hier ereilte ihn die nächste Gebiets- und Verwaltungsreform: 1832 wurden die Landratsbezirke aufgehoben und durch räumlich umfangreichere Kreise ersetzt. Johann Heim erhielt dabei die Stelle des Kreisrats des Kreises Groß-Gerau, in dem der Landratsbezirk Dornberg aufgegangen war. 16 Jahre später war aber auch das wieder Geschichte: Im Zuge der Revolution von 1848 im Großherzogtum Hessen wurden die Kreise abgeschafft und ihre Aufgaben größeren Regierungsbezirken zugewiesen. Die Regierungsbezirke hatten je ein kollektives Führungsorgan, die Regierungskommission. Johann Heim wechselte bei dieser Reform in die Regierungskommission des Regierungsbezirks Darmstadt. Diese Verwaltungsreform hatte allerdings nur vier Jahre Bestand: Nach dem Sieg der Reaktion wurden die Regierungsbezirke 1852 wieder abgeschafft, die Regierungskommissionen aufgelöst und die vorrevolutionäre Struktur mit Provinzen und Kreisen unter einigen Modifikationen wieder hergestellt. Dies war für Johann Heim Grund, in den Ruhestand zu gehen.